# Oberlangen
Oberlangen – miejscowość i gmina w północno-zachodnich Niemczech, w kraju związkowym Dolna Saksonia, w powiecie Emsland. W roku 2008 gmina liczyła 937 mieszkańców.

## Historia
W czasie drugiej wojny światowej znajdował się tu obóz jeniecki Stalag VI C. Ok. 1 km na północ od Oberlangen znajduje się cmentarz z masowymi grobami sowieckich jeńców i pojedynczymi grobami jeńców polskich i włoskich. W obozie jenieckim przebywały kobiety - żołnierze Armii Krajowej, które zostały tu osadzone po kapitulacji powstania warszawskiego. Obóz został wyzwolony przez 1 Dywizję Pancerną generała Maczka.